# Olga Wieliczko
Olga Jewgienjewna Wieliczko (ros. Ольга Евгеньевна Величко, ur. 20 listopada 1965 w Dzaudżikau) – rosyjska florecistka reprezentująca też ZSRR, wielokrotna medalistka mistrzostw świata.
W 1984 roku wywalczyła srebrny medal w turnieju indywidualnym florecistek na mistrzostwach świata juniorów.
Podczas mistrzostw świata w Barcelonie w 1985 roku reprezentantki ZSRR w składzie: Walentina Sidorowa, Olga Wieliczko, Olga Woszczakina, Marina Sobolewa i Irina Uszakowa zdobyły brązowy medal w turnieju drużynowym. W tej samej konkurencji zdobyła następnie złoty medal na mistrzostwach świata w Sofii (1986) oraz srebrne na mistrzostwach świata w Denver (1989), mistrzostwach świata w Lyonie (1990) i mistrzostwach świata w Budapeszcie (1991). Ponadto na MŚ 1989 zdobyła złoty medal w turnieju indywidualnym, a na MŚ 1990 zajęła trzecie miejsce, plasując się za Anją Fichtel z RFN i Włoszką Giovanną Trillini.
Wystartowała na igrzyskach olimpijskich w Barcelonie (1992), gdzie w turnieju indywidualnym była dziesiąta, a drużynowo zajęła czwarte miejsce. Na rozgrywanych cztery lata później igrzyskach olimpijskich w Atlancie była szesnasta indywidualnie i szósta drużynowo.
Ponadto na mistrzostwach Europy w Płowdiwie w 1998 roku zdobyła złoty medal drużynowo oraz brązowy indywidualnie.
W latach 1984 i 1999 zdobywała indywidualne mistrzostwo kraju. Po zakończeniu kariery została trenerem.
Jej mąż, Anwar Ibragimow, a także syn, Kamil Ibragimow również uprawiali szermierkę.